# Doucelles

Doucelles este o comună în departamentul Sarthe, Franța. În 2009 avea o populație de 237 de locuitori.